# Дранли
Дранли (на гръцки: Δρανλή) е бивше село в Гърция, в дем Кушница, област Източна Македония и Тракия.

## География
Селото е било разположено в околностите на Орфано.

## История
В началото на XX век селото е изцяло турско селище в Правищката кааза на Османската империя. След Междусъюзническата война в 1913 година селото попада в Гърция. В преброяването от 1913 година има 131 жители. В 1919 година е част от сформираната община Орфано, но в преброяването от 1920 година не фигурира. Закрито е в 1920 или в 1927 година.
| Година    | 1913 | 1920 | 1928 | 1940 | 1951 | 1961 | 1971 | 1981 | 1991 | 2001 | 2011 | 2021 |
| --------- | ---- | ---- | ---- | ---- | ---- | ---- | ---- | ---- | ---- | ---- | ---- | ---- |
| Население | 131  |      |      |      |      |      |      |      |      |      |      |      |